# Cryptophlebia williamsi
Cryptophlebia williamsi is een vlinder uit de familie bladrollers (Tortricidae). De wetenschappelijke naam voor deze soort is voor het eerst geldig gepubliceerd in 1953 door Bradley.
De soort komt voor in tropisch Afrika.